# Aguachica
Aguachica è un comune della Colombia facente parte del dipartimento di Cesar.
Il centro abitato venne fondato da José Lazaro de Rivera nel 1748, mentre l'istituzione del comune è del 1914.